# Olympische Sommerspiele 1992/Teilnehmer (Laos)
| Gelbes Symbol für Goldmedaillen mit stilisierten Olympischen Ringen | Graues Symbol für Silbermedaillen mit stilisierten Olympischen Ringen | Braundes Symbol für Bronzemedaillen mit stilisierten Olympischen Ringen |
| ------------------------------------------------------------------- | --------------------------------------------------------------------- | ----------------------------------------------------------------------- |
| —                                                                   | —                                                                     | —                                                                       |

Laos nahm an den Olympischen Sommerspielen 1992 in Barcelona, Spanien, mit einer Delegation von sechs Sportlern (allesamt Männer) teil.

## Teilnehmer nach Sportart

### Boxen
- Khamsavath Vilayphone
Halbweltergewicht: 17. Platz

### Leichtathletik
- Sitthixay Sacpraseuth
100 Meter: Vorläufe

- Bounhom Siliphone
200 Meter: Vorläufe

- Vanxay Sinebandith
400 Meter: Vorläufe

- Khambieng Khamiar
800 Meter: Vorläufe
1500 Meter: Vorläufe

- Saleumphone Sopraseut
20 Kilometer Gehen: disqualifiziert